# Sangiin-Wahl 2013
- LDP: 115
- DPJ: 59
- Kōmeitō: 20
- Minna: 18
- KPJ: 11
- Ishin: 9
- SDP: 3
- Seikatsu: 2
- Sonstige: 2
- Unabh.: 3

Die Sangiin-Wahl 2013, formell die „23. ordentliche Wahl von Sangiinabgeordneten“ (jap. 第23回参議院議員通常選挙 dai-nijūsan-kai Sangiin giin tsūjō senkyo), zum japanischen Rätehaus (Sangiin), dem Oberhaus (jōin) des nationalen Parlaments (Kokkai), fand am 21. Juli 2013 statt, der offizielle Wahlkampfbeginn war am 4. Juli.
Zur Wahl stand die Hälfte der 242 Abgeordneten für eine sechsjährige Amtszeit in einem Grabenwahlsystem: 73 werden durch nicht übertragbare Einzelstimmgebung in den 47 Präfekturwahkreisen bestimmt, 48 in landesweiter Verhältniswahl mit Vorzugsstimme. Nach einer im 2012 beschlossenen Neuzuteilung der Mandate wählen die Präfekturen Kanagawa und Osaka nun je vier statt bisher drei Abgeordnete, Fukushima und Gifu jeweils einen statt bisher zwei. In der zur Wahl stehenden, 2007 gewählten Hälfte war die Demokratische Partei trotz zahlreicher Parteiaustritte stärkste Partei gewesen.

## Hintergrund
Seit Dezember 2012 regierte ein Koalitionskabinett aus Liberaldemokratischer Partei (LDP) und Kōmeitō unter Führung von Premierminister Shinzō Abe, das hohe Zustimmungswerte genoss, in einigen Umfragen über 70 %. Die Koalition verfügte seit der Shūgiin-Wahl 2012 über eine Zweidrittelmehrheit im Unterhaus, aber nicht über eine Mehrheit im Sangiin, ein sogenanntes Nejire Kokkai („verdrehtes Parlament“).
Mehrere größere Wahlen fanden in den Wochen vor der regulären Sangiin-Wahl statt: eine Sangiin-Nachwahl in der Präfektur Yamaguchi am 28. April für die im Juli nicht zur Wahl stehende Hälfte der Kammer, die Kiyoshi Ejima (LDP) souverän gewann, die Gouverneurswahl in Shizuoka am 16. Juni, in der der LDP-gestützte Ichirō Hirose abgeschlagen Amtsinhaber Heita Kawakatsu unterlag, und die Präfekturparlamentswahl in Tokio am 23. Juni, bei der alle Kandidaten von LDP und Kōmeitō gewannen.
Die bisher sehr restriktiven Vorschriften für den Wahlkampf per Internet wurden durch eine Gesetzesänderung im April 2013 gelockert. Unter anderem dürfen die Kandidaten ihre Websites und Blogs nun während des offiziellen Wahlkampfes aktualisieren. Ein ähnliches Gesetz war vor der Sangiin-Wahl 2010 diskutiert, aber nicht rechtzeitig verabschiedet und im folgenden Nejire Kokkai nicht wieder aufgenommen worden.

### Ausgangslage
In der nicht zur Wahl stehenden Hälfte verfügten die Koalitionsparteien über 59 Abgeordnete, die Oppositionsparteien über 62. In der zur Wahl stehenden Hälfte hielt vor der Wahl die Opposition mit 72 Mandaten gegenüber 44 für die Regierung – fünf Sitze sind vakant – eine deutliche Mehrheit:
| Parteizugehörigkeit der Amtsinhaber (Stand: 6. Juni 2013): Liberaldemokratische Partei Kōmeitō Demokratische Partei Seikatsu no Tō Midori no Kaze Minna no Tō Nippon Ishin no Kai Kommunistische Partei Japans Sozialdemokratische Partei Sonstige (Kaikaku, Daichi, Shadaitō) parteilos vakant | Parteizugehörigkeit der Amtsinhaber (Stand: 6. Juni 2013): Liberaldemokratische Partei Kōmeitō Demokratische Partei Seikatsu no Tō Midori no Kaze Minna no Tō Nippon Ishin no Kai Kommunistische Partei Japans Sozialdemokratische Partei Sonstige (Kaikaku, Daichi, Shadaitō) parteilos vakant | Parteizugehörigkeit der Amtsinhaber (Stand: 6. Juni 2013): Liberaldemokratische Partei Kōmeitō Demokratische Partei Seikatsu no Tō Midori no Kaze Minna no Tō Nippon Ishin no Kai Kommunistische Partei Japans Sozialdemokratische Partei Sonstige (Kaikaku, Daichi, Shadaitō) parteilos vakant | Parteizugehörigkeit der Amtsinhaber (Stand: 6. Juni 2013): Liberaldemokratische Partei Kōmeitō Demokratische Partei Seikatsu no Tō Midori no Kaze Minna no Tō Nippon Ishin no Kai Kommunistische Partei Japans Sozialdemokratische Partei Sonstige (Kaikaku, Daichi, Shadaitō) parteilos vakant | Parteizugehörigkeit der Amtsinhaber (Stand: 6. Juni 2013): Liberaldemokratische Partei Kōmeitō Demokratische Partei Seikatsu no Tō Midori no Kaze Minna no Tō Nippon Ishin no Kai Kommunistische Partei Japans Sozialdemokratische Partei Sonstige (Kaikaku, Daichi, Shadaitō) parteilos vakant | Parteizugehörigkeit der Amtsinhaber (Stand: 6. Juni 2013): Liberaldemokratische Partei Kōmeitō Demokratische Partei Seikatsu no Tō Midori no Kaze Minna no Tō Nippon Ishin no Kai Kommunistische Partei Japans Sozialdemokratische Partei Sonstige (Kaikaku, Daichi, Shadaitō) parteilos vakant | Parteizugehörigkeit der Amtsinhaber (Stand: 6. Juni 2013): Liberaldemokratische Partei Kōmeitō Demokratische Partei Seikatsu no Tō Midori no Kaze Minna no Tō Nippon Ishin no Kai Kommunistische Partei Japans Sozialdemokratische Partei Sonstige (Kaikaku, Daichi, Shadaitō) parteilos vakant | Parteizugehörigkeit der Amtsinhaber (Stand: 6. Juni 2013): Liberaldemokratische Partei Kōmeitō Demokratische Partei Seikatsu no Tō Midori no Kaze Minna no Tō Nippon Ishin no Kai Kommunistische Partei Japans Sozialdemokratische Partei Sonstige (Kaikaku, Daichi, Shadaitō) parteilos vakant | | | Hokkaidō |
| Parteizugehörigkeit der Amtsinhaber (Stand: 6. Juni 2013): Liberaldemokratische Partei Kōmeitō Demokratische Partei Seikatsu no Tō Midori no Kaze Minna no Tō Nippon Ishin no Kai Kommunistische Partei Japans Sozialdemokratische Partei Sonstige (Kaikaku, Daichi, Shadaitō) parteilos vakant | Parteizugehörigkeit der Amtsinhaber (Stand: 6. Juni 2013): Liberaldemokratische Partei Kōmeitō Demokratische Partei Seikatsu no Tō Midori no Kaze Minna no Tō Nippon Ishin no Kai Kommunistische Partei Japans Sozialdemokratische Partei Sonstige (Kaikaku, Daichi, Shadaitō) parteilos vakant | Parteizugehörigkeit der Amtsinhaber (Stand: 6. Juni 2013): Liberaldemokratische Partei Kōmeitō Demokratische Partei Seikatsu no Tō Midori no Kaze Minna no Tō Nippon Ishin no Kai Kommunistische Partei Japans Sozialdemokratische Partei Sonstige (Kaikaku, Daichi, Shadaitō) parteilos vakant | Parteizugehörigkeit der Amtsinhaber (Stand: 6. Juni 2013): Liberaldemokratische Partei Kōmeitō Demokratische Partei Seikatsu no Tō Midori no Kaze Minna no Tō Nippon Ishin no Kai Kommunistische Partei Japans Sozialdemokratische Partei Sonstige (Kaikaku, Daichi, Shadaitō) parteilos vakant | Parteizugehörigkeit der Amtsinhaber (Stand: 6. Juni 2013): Liberaldemokratische Partei Kōmeitō Demokratische Partei Seikatsu no Tō Midori no Kaze Minna no Tō Nippon Ishin no Kai Kommunistische Partei Japans Sozialdemokratische Partei Sonstige (Kaikaku, Daichi, Shadaitō) parteilos vakant | Parteizugehörigkeit der Amtsinhaber (Stand: 6. Juni 2013): Liberaldemokratische Partei Kōmeitō Demokratische Partei Seikatsu no Tō Midori no Kaze Minna no Tō Nippon Ishin no Kai Kommunistische Partei Japans Sozialdemokratische Partei Sonstige (Kaikaku, Daichi, Shadaitō) parteilos vakant | Parteizugehörigkeit der Amtsinhaber (Stand: 6. Juni 2013): Liberaldemokratische Partei Kōmeitō Demokratische Partei Seikatsu no Tō Midori no Kaze Minna no Tō Nippon Ishin no Kai Kommunistische Partei Japans Sozialdemokratische Partei Sonstige (Kaikaku, Daichi, Shadaitō) parteilos vakant | Parteizugehörigkeit der Amtsinhaber (Stand: 6. Juni 2013): Liberaldemokratische Partei Kōmeitō Demokratische Partei Seikatsu no Tō Midori no Kaze Minna no Tō Nippon Ishin no Kai Kommunistische Partei Japans Sozialdemokratische Partei Sonstige (Kaikaku, Daichi, Shadaitō) parteilos vakant | Aomori | | |
| Parteizugehörigkeit der Amtsinhaber (Stand: 6. Juni 2013): Liberaldemokratische Partei Kōmeitō Demokratische Partei Seikatsu no Tō Midori no Kaze Minna no Tō Nippon Ishin no Kai Kommunistische Partei Japans Sozialdemokratische Partei Sonstige (Kaikaku, Daichi, Shadaitō) parteilos vakant | Parteizugehörigkeit der Amtsinhaber (Stand: 6. Juni 2013): Liberaldemokratische Partei Kōmeitō Demokratische Partei Seikatsu no Tō Midori no Kaze Minna no Tō Nippon Ishin no Kai Kommunistische Partei Japans Sozialdemokratische Partei Sonstige (Kaikaku, Daichi, Shadaitō) parteilos vakant | Parteizugehörigkeit der Amtsinhaber (Stand: 6. Juni 2013): Liberaldemokratische Partei Kōmeitō Demokratische Partei Seikatsu no Tō Midori no Kaze Minna no Tō Nippon Ishin no Kai Kommunistische Partei Japans Sozialdemokratische Partei Sonstige (Kaikaku, Daichi, Shadaitō) parteilos vakant | Parteizugehörigkeit der Amtsinhaber (Stand: 6. Juni 2013): Liberaldemokratische Partei Kōmeitō Demokratische Partei Seikatsu no Tō Midori no Kaze Minna no Tō Nippon Ishin no Kai Kommunistische Partei Japans Sozialdemokratische Partei Sonstige (Kaikaku, Daichi, Shadaitō) parteilos vakant | Parteizugehörigkeit der Amtsinhaber (Stand: 6. Juni 2013): Liberaldemokratische Partei Kōmeitō Demokratische Partei Seikatsu no Tō Midori no Kaze Minna no Tō Nippon Ishin no Kai Kommunistische Partei Japans Sozialdemokratische Partei Sonstige (Kaikaku, Daichi, Shadaitō) parteilos vakant | Parteizugehörigkeit der Amtsinhaber (Stand: 6. Juni 2013): Liberaldemokratische Partei Kōmeitō Demokratische Partei Seikatsu no Tō Midori no Kaze Minna no Tō Nippon Ishin no Kai Kommunistische Partei Japans Sozialdemokratische Partei Sonstige (Kaikaku, Daichi, Shadaitō) parteilos vakant | Parteizugehörigkeit der Amtsinhaber (Stand: 6. Juni 2013): Liberaldemokratische Partei Kōmeitō Demokratische Partei Seikatsu no Tō Midori no Kaze Minna no Tō Nippon Ishin no Kai Kommunistische Partei Japans Sozialdemokratische Partei Sonstige (Kaikaku, Daichi, Shadaitō) parteilos vakant | Parteizugehörigkeit der Amtsinhaber (Stand: 6. Juni 2013): Liberaldemokratische Partei Kōmeitō Demokratische Partei Seikatsu no Tō Midori no Kaze Minna no Tō Nippon Ishin no Kai Kommunistische Partei Japans Sozialdemokratische Partei Sonstige (Kaikaku, Daichi, Shadaitō) parteilos vakant | Akita | Iwate | |
| Parteizugehörigkeit der Amtsinhaber (Stand: 6. Juni 2013): Liberaldemokratische Partei Kōmeitō Demokratische Partei Seikatsu no Tō Midori no Kaze Minna no Tō Nippon Ishin no Kai Kommunistische Partei Japans Sozialdemokratische Partei Sonstige (Kaikaku, Daichi, Shadaitō) parteilos vakant | Parteizugehörigkeit der Amtsinhaber (Stand: 6. Juni 2013): Liberaldemokratische Partei Kōmeitō Demokratische Partei Seikatsu no Tō Midori no Kaze Minna no Tō Nippon Ishin no Kai Kommunistische Partei Japans Sozialdemokratische Partei Sonstige (Kaikaku, Daichi, Shadaitō) parteilos vakant | Parteizugehörigkeit der Amtsinhaber (Stand: 6. Juni 2013): Liberaldemokratische Partei Kōmeitō Demokratische Partei Seikatsu no Tō Midori no Kaze Minna no Tō Nippon Ishin no Kai Kommunistische Partei Japans Sozialdemokratische Partei Sonstige (Kaikaku, Daichi, Shadaitō) parteilos vakant | Parteizugehörigkeit der Amtsinhaber (Stand: 6. Juni 2013): Liberaldemokratische Partei Kōmeitō Demokratische Partei Seikatsu no Tō Midori no Kaze Minna no Tō Nippon Ishin no Kai Kommunistische Partei Japans Sozialdemokratische Partei Sonstige (Kaikaku, Daichi, Shadaitō) parteilos vakant | Parteizugehörigkeit der Amtsinhaber (Stand: 6. Juni 2013): Liberaldemokratische Partei Kōmeitō Demokratische Partei Seikatsu no Tō Midori no Kaze Minna no Tō Nippon Ishin no Kai Kommunistische Partei Japans Sozialdemokratische Partei Sonstige (Kaikaku, Daichi, Shadaitō) parteilos vakant | Parteizugehörigkeit der Amtsinhaber (Stand: 6. Juni 2013): Liberaldemokratische Partei Kōmeitō Demokratische Partei Seikatsu no Tō Midori no Kaze Minna no Tō Nippon Ishin no Kai Kommunistische Partei Japans Sozialdemokratische Partei Sonstige (Kaikaku, Daichi, Shadaitō) parteilos vakant | Parteizugehörigkeit der Amtsinhaber (Stand: 6. Juni 2013): Liberaldemokratische Partei Kōmeitō Demokratische Partei Seikatsu no Tō Midori no Kaze Minna no Tō Nippon Ishin no Kai Kommunistische Partei Japans Sozialdemokratische Partei Sonstige (Kaikaku, Daichi, Shadaitō) parteilos vakant | Parteizugehörigkeit der Amtsinhaber (Stand: 6. Juni 2013): Liberaldemokratische Partei Kōmeitō Demokratische Partei Seikatsu no Tō Midori no Kaze Minna no Tō Nippon Ishin no Kai Kommunistische Partei Japans Sozialdemokratische Partei Sonstige (Kaikaku, Daichi, Shadaitō) parteilos vakant | Niigata | Yamagata | Miyagi |
| | | | | | | | Ishikawa | Toyama | Tochigi | Fukushima (−1) |
| | | | | | | Fukui | Nagano | Gunma | Saitama | Ibaraki |
| | | Shimane | Tottori | Hyōgo | Kyōto | Shiga | Gifu (−1) | Yamanashi | Tokio | Chiba |
| | | Yamaguchi | Hiroshima | Okayama | Osaka (+1) | Nara | Aichi | Shizuoka | Kanagawa (+1) | |
| Saga | Fukuoka | | | | | Wakayama | Mie | | | |
| Nagasaki | Kumamoto | Ōita | | Ehime | Kagawa | Landesweite Verhältniswahl (48 Sitze) 12 7 16 3 2 1 2 1 +1/−1: Wahlkreis wählt ab 2013 einen Abgeordneten mehr/weniger | Landesweite Verhältniswahl (48 Sitze) 12 7 16 3 2 1 2 1 +1/−1: Wahlkreis wählt ab 2013 einen Abgeordneten mehr/weniger | Landesweite Verhältniswahl (48 Sitze) 12 7 16 3 2 1 2 1 +1/−1: Wahlkreis wählt ab 2013 einen Abgeordneten mehr/weniger | Landesweite Verhältniswahl (48 Sitze) 12 7 16 3 2 1 2 1 +1/−1: Wahlkreis wählt ab 2013 einen Abgeordneten mehr/weniger | Landesweite Verhältniswahl (48 Sitze) 12 7 16 3 2 1 2 1 +1/−1: Wahlkreis wählt ab 2013 einen Abgeordneten mehr/weniger |
| | Kagoshima | Miyazaki | | Kōchi | Tokushima | Landesweite Verhältniswahl (48 Sitze) 12 7 16 3 2 1 2 1 +1/−1: Wahlkreis wählt ab 2013 einen Abgeordneten mehr/weniger | Landesweite Verhältniswahl (48 Sitze) 12 7 16 3 2 1 2 1 +1/−1: Wahlkreis wählt ab 2013 einen Abgeordneten mehr/weniger | Landesweite Verhältniswahl (48 Sitze) 12 7 16 3 2 1 2 1 +1/−1: Wahlkreis wählt ab 2013 einen Abgeordneten mehr/weniger | Landesweite Verhältniswahl (48 Sitze) 12 7 16 3 2 1 2 1 +1/−1: Wahlkreis wählt ab 2013 einen Abgeordneten mehr/weniger | Landesweite Verhältniswahl (48 Sitze) 12 7 16 3 2 1 2 1 +1/−1: Wahlkreis wählt ab 2013 einen Abgeordneten mehr/weniger |
| Okinawa | | | | | | Landesweite Verhältniswahl (48 Sitze) 12 7 16 3 2 1 2 1 +1/−1: Wahlkreis wählt ab 2013 einen Abgeordneten mehr/weniger | Landesweite Verhältniswahl (48 Sitze) 12 7 16 3 2 1 2 1 +1/−1: Wahlkreis wählt ab 2013 einen Abgeordneten mehr/weniger | Landesweite Verhältniswahl (48 Sitze) 12 7 16 3 2 1 2 1 +1/−1: Wahlkreis wählt ab 2013 einen Abgeordneten mehr/weniger | Landesweite Verhältniswahl (48 Sitze) 12 7 16 3 2 1 2 1 +1/−1: Wahlkreis wählt ab 2013 einen Abgeordneten mehr/weniger | Landesweite Verhältniswahl (48 Sitze) 12 7 16 3 2 1 2 1 +1/−1: Wahlkreis wählt ab 2013 einen Abgeordneten mehr/weniger |

271 Kandidaten konkurrierten um die 73 Wahlkreismandate, um die 48 Verhältniswahlmandate bewarben sich zwölf Parteien mit insgesamt 162 Kandidaten. Die LDP stellte 49Wahlkreis- und 29 Verhältniswahlkandidaten, die Kōmeitō hat vier Kandidaten in den Wahlkreisen und 17 für die Verhältniswahl nominiert, zusammen 99 Kandidaten der Regierungskoalition. Um insgesamt eine Regierungsmehrheit (122 Sitze) zu erreichen und das nejire Kokkai zu beenden, mussten mindestens 63 dieser Kandidaten gewählt werden. Eine Zweidrittelmehrheit (162 Sitze), die für eine von Abe angestrebte Verfassungsänderung benötigt würde, konnte die Koalition alleine nicht ohne weitere Partner erreichen, selbst wenn alle ihre 99 Kandidaten gewählt worden wären. Einer Verfassungsänderung grundsätzlich aufgeschlossen sind insbesondere Ishin no Kai und Minna no Tō, aber auch einige Mitglieder der Demokratischen Partei; grundsätzlich abgelehnt wird sie vor allem von den linken Parteien KPJ und SDP.

## Ergebnis
Die Regierungskoalition gewann 76 Sitze und verfügt damit mit 135 Sitzen insgesamt künftig wieder über eine Mehrheit im Sangiin. Von den 31 Einmandatswahlkreisen gewann die LDP 29, in den Wahlkreisen mit drei oder mehr Mandaten wurden alle zwölf Kandidaten von LDP und Kōmeitō gewählt, in Tokio gewann die LDP erstmals in mehr als zwei Jahrzehnten zwei Mandate. Die Demokratische Partei blieb in vielen Mehrmandatswahlkreisen ohne Mandat, unter anderem in Tokio, Osaka und Kyōto, wo die Kommunistische Partei Japans – nach mehreren Wahlen ohne Direktmandate – jeweils einen Sitz gewann. Von den 48 Verhältniswahlmandaten gingen 25 an die Regierungsparteien, 23 an die Opposition.
Die Wahlbeteiligung sank auf den drittniedrigsten Wert bei Wahlen zum Sangiin seit 1947. Bei der Direktwahl betrug sie 52,61 %, ein Rückgang um über fünf Punkte gegenüber 2010. Der einzige Präfekturwahlkreis, in dem die Beteiligung gegenüber 2010 um etwa einen Punkt auf 53,43 % stieg, war Okinawa. Am höchsten war die Beteiligung mit über 60 % in den Präfekturen Yamagata und Shimane. Stärker genutzt als je zuvor wurde die Möglichkeit zur vorzeitigen Stimmabgabe: Insgesamt über 12,9 Millionen Wähler hatten ihre Stimme bis zum 20. Juli abgegeben. Bei der Verhältniswahl betrug die Wahlbeteiligung landesweit ebenfalls 52,61 %.
| Partei | Partei                       | Zusammensetzung vor der Wahl | Zusammensetzung vor der Wahl | Zusammensetzung vor der Wahl | Wahlkreise     | Wahlkreise | Wahlkreise | Verhältniswahl | Verhältniswahl | Verhältniswahl | 2013 gewählt | Zusammensetzung nach der Wahl |
| Partei | Partei                       | gesamt                       | nicht zur Wahl               | zur Wahl                     | Stimmen        | Anteil     | Sitze      | Stimmen        | Anteil         | Sitze          | 2013 gewählt | Zusammensetzung nach der Wahl |
| ------ | ---------------------------- | ---------------------------- | ---------------------------- | ---------------------------- | -------------- | ---------- | ---------- | -------------- | -------------- | -------------- | ------------ | ----------------------------- |
|        | Liberaldemokratische Partei  | 84                           | 50                           | 34                           | 22.681.192,000 | 42,7 %     | 47         | 18.460.335,204 | 34,7 %         | 18             | 65           | 115                           |
|        | Demokratische Partei         | 86                           | 42                           | 44                           | 8.646.371,570  | 16,3 %     | 10         | 7.134.215,038  | 13,4 %         | 7              | 17           | 59                            |
|        | Kōmeitō                      | 19                           | 9                            | 10                           | 2.724.447,000  | 5,1 %      | 4          | 7.568.082,149  | 14,2 %         | 7              | 11           | 20                            |
|        | Minna no Tō                  | 13                           | 10                           | 3                            | 4.159.961,000  | 7,8 %      | 4          | 4.755.160,805  | 8,9 %          | 4              | 8            | 18                            |
|        | Kommunistische Partei Japans | 6                            | 3                            | 3                            | 5.645.937,000  | 10,6 %     | 3          | 5.154.055,457  | 9,7 %          | 5              | 8            | 11                            |
|        | Nippon Ishin no Kai          | 3                            | 1                            | 2                            | 3.846.649,000  | 7,2 %      | 2          | 6.355.299,503  | 11,9 %         | 6              | 8            | 9                             |
|        | Sozialdemokratische Partei   | 4                            | 2                            | 2                            | 271.547,000    | 0,5 %      | 0          | 1.255.235,000  | 2,4 %          | 1              | 1            | 3                             |
|        | Seikatsu no Tō               | 8                            | 2                            | 6                            | 618.355,000    | 1,2 %      | 0          | 943.836,577    | 1,8 %          | 0              | 0            | 2                             |
|        | Okinawa Shakai Taishūtō      | 1                            | 0                            | 1                            | 294.420,000    | 0,6 %      | 1          | –              | –              | –              | 1            | 1                             |
|        | Shintō Kaikaku               | 2                            | 1                            | 1                            | –              | –          | –          | –              | –              | –              | 0            | 1                             |
|        | Midori no Kaze               | 4                            | 0                            | 4                            | 620.272,000    | 1,2 %      | 0          | 430.742,879    | 0,8 %          | 0              | 0            | 0                             |
|        | Shintō Daichi                | 1                            | 0                            | 1                            | 409.007,000    | 0,8 %      | 0          | 523.146,445    | 1,0 %          | 0              | 0            | 0                             |
|        | Sonstige                     | 0                            | 0                            | 0                            | 1.055.715,376  | 2,0 %      | 0          | 649.505,699    | 1,3 %          | 0              | 0            | 0                             |
|        | Unabhängige                  | 6                            | 1                            | 5                            | 2.098.603,000  | 4,0 %      | 2          | –              | –              | –              | 2            | 3                             |
| Summe  | Summe                        | 237 (5 Vakanzen)             | 121                          | 116 (5 Vakanzen)             | 53.072.476,946 | 100,00 %   | 73         | 53.229.614,756 | 100,00 %       | 48             | 121          | 242                           |

Zur Erklärung der Nachkommastellen, siehe Wahlen in Japan#Stimmabgabe.

### Wahlkreise
| Parteizugehörigkeit der Wahlsieger (Stand: Wahltag): Liberaldemokratische Partei Kōmeitō Demokratische Partei Minna no Tō Nippon Ishin no Kai Kommunistische Partei Japans Sozialdemokratische Partei Okinawa Shakai Taishūtō parteilos In Mehrmandatswahlkreisen von links nach rechts mit absteigender Stimmenzahl | Parteizugehörigkeit der Wahlsieger (Stand: Wahltag): Liberaldemokratische Partei Kōmeitō Demokratische Partei Minna no Tō Nippon Ishin no Kai Kommunistische Partei Japans Sozialdemokratische Partei Okinawa Shakai Taishūtō parteilos In Mehrmandatswahlkreisen von links nach rechts mit absteigender Stimmenzahl | Parteizugehörigkeit der Wahlsieger (Stand: Wahltag): Liberaldemokratische Partei Kōmeitō Demokratische Partei Minna no Tō Nippon Ishin no Kai Kommunistische Partei Japans Sozialdemokratische Partei Okinawa Shakai Taishūtō parteilos In Mehrmandatswahlkreisen von links nach rechts mit absteigender Stimmenzahl | Parteizugehörigkeit der Wahlsieger (Stand: Wahltag): Liberaldemokratische Partei Kōmeitō Demokratische Partei Minna no Tō Nippon Ishin no Kai Kommunistische Partei Japans Sozialdemokratische Partei Okinawa Shakai Taishūtō parteilos In Mehrmandatswahlkreisen von links nach rechts mit absteigender Stimmenzahl | Parteizugehörigkeit der Wahlsieger (Stand: Wahltag): Liberaldemokratische Partei Kōmeitō Demokratische Partei Minna no Tō Nippon Ishin no Kai Kommunistische Partei Japans Sozialdemokratische Partei Okinawa Shakai Taishūtō parteilos In Mehrmandatswahlkreisen von links nach rechts mit absteigender Stimmenzahl | Parteizugehörigkeit der Wahlsieger (Stand: Wahltag): Liberaldemokratische Partei Kōmeitō Demokratische Partei Minna no Tō Nippon Ishin no Kai Kommunistische Partei Japans Sozialdemokratische Partei Okinawa Shakai Taishūtō parteilos In Mehrmandatswahlkreisen von links nach rechts mit absteigender Stimmenzahl | Parteizugehörigkeit der Wahlsieger (Stand: Wahltag): Liberaldemokratische Partei Kōmeitō Demokratische Partei Minna no Tō Nippon Ishin no Kai Kommunistische Partei Japans Sozialdemokratische Partei Okinawa Shakai Taishūtō parteilos In Mehrmandatswahlkreisen von links nach rechts mit absteigender Stimmenzahl | Parteizugehörigkeit der Wahlsieger (Stand: Wahltag): Liberaldemokratische Partei Kōmeitō Demokratische Partei Minna no Tō Nippon Ishin no Kai Kommunistische Partei Japans Sozialdemokratische Partei Okinawa Shakai Taishūtō parteilos In Mehrmandatswahlkreisen von links nach rechts mit absteigender Stimmenzahl |                                                    |                                                    | Hokkaidō                                           |
| Parteizugehörigkeit der Wahlsieger (Stand: Wahltag): Liberaldemokratische Partei Kōmeitō Demokratische Partei Minna no Tō Nippon Ishin no Kai Kommunistische Partei Japans Sozialdemokratische Partei Okinawa Shakai Taishūtō parteilos In Mehrmandatswahlkreisen von links nach rechts mit absteigender Stimmenzahl | Parteizugehörigkeit der Wahlsieger (Stand: Wahltag): Liberaldemokratische Partei Kōmeitō Demokratische Partei Minna no Tō Nippon Ishin no Kai Kommunistische Partei Japans Sozialdemokratische Partei Okinawa Shakai Taishūtō parteilos In Mehrmandatswahlkreisen von links nach rechts mit absteigender Stimmenzahl | Parteizugehörigkeit der Wahlsieger (Stand: Wahltag): Liberaldemokratische Partei Kōmeitō Demokratische Partei Minna no Tō Nippon Ishin no Kai Kommunistische Partei Japans Sozialdemokratische Partei Okinawa Shakai Taishūtō parteilos In Mehrmandatswahlkreisen von links nach rechts mit absteigender Stimmenzahl | Parteizugehörigkeit der Wahlsieger (Stand: Wahltag): Liberaldemokratische Partei Kōmeitō Demokratische Partei Minna no Tō Nippon Ishin no Kai Kommunistische Partei Japans Sozialdemokratische Partei Okinawa Shakai Taishūtō parteilos In Mehrmandatswahlkreisen von links nach rechts mit absteigender Stimmenzahl | Parteizugehörigkeit der Wahlsieger (Stand: Wahltag): Liberaldemokratische Partei Kōmeitō Demokratische Partei Minna no Tō Nippon Ishin no Kai Kommunistische Partei Japans Sozialdemokratische Partei Okinawa Shakai Taishūtō parteilos In Mehrmandatswahlkreisen von links nach rechts mit absteigender Stimmenzahl | Parteizugehörigkeit der Wahlsieger (Stand: Wahltag): Liberaldemokratische Partei Kōmeitō Demokratische Partei Minna no Tō Nippon Ishin no Kai Kommunistische Partei Japans Sozialdemokratische Partei Okinawa Shakai Taishūtō parteilos In Mehrmandatswahlkreisen von links nach rechts mit absteigender Stimmenzahl | Parteizugehörigkeit der Wahlsieger (Stand: Wahltag): Liberaldemokratische Partei Kōmeitō Demokratische Partei Minna no Tō Nippon Ishin no Kai Kommunistische Partei Japans Sozialdemokratische Partei Okinawa Shakai Taishūtō parteilos In Mehrmandatswahlkreisen von links nach rechts mit absteigender Stimmenzahl | Parteizugehörigkeit der Wahlsieger (Stand: Wahltag): Liberaldemokratische Partei Kōmeitō Demokratische Partei Minna no Tō Nippon Ishin no Kai Kommunistische Partei Japans Sozialdemokratische Partei Okinawa Shakai Taishūtō parteilos In Mehrmandatswahlkreisen von links nach rechts mit absteigender Stimmenzahl | Aomori                                             |                                                    |                                                    |
| Parteizugehörigkeit der Wahlsieger (Stand: Wahltag): Liberaldemokratische Partei Kōmeitō Demokratische Partei Minna no Tō Nippon Ishin no Kai Kommunistische Partei Japans Sozialdemokratische Partei Okinawa Shakai Taishūtō parteilos In Mehrmandatswahlkreisen von links nach rechts mit absteigender Stimmenzahl | Parteizugehörigkeit der Wahlsieger (Stand: Wahltag): Liberaldemokratische Partei Kōmeitō Demokratische Partei Minna no Tō Nippon Ishin no Kai Kommunistische Partei Japans Sozialdemokratische Partei Okinawa Shakai Taishūtō parteilos In Mehrmandatswahlkreisen von links nach rechts mit absteigender Stimmenzahl | Parteizugehörigkeit der Wahlsieger (Stand: Wahltag): Liberaldemokratische Partei Kōmeitō Demokratische Partei Minna no Tō Nippon Ishin no Kai Kommunistische Partei Japans Sozialdemokratische Partei Okinawa Shakai Taishūtō parteilos In Mehrmandatswahlkreisen von links nach rechts mit absteigender Stimmenzahl | Parteizugehörigkeit der Wahlsieger (Stand: Wahltag): Liberaldemokratische Partei Kōmeitō Demokratische Partei Minna no Tō Nippon Ishin no Kai Kommunistische Partei Japans Sozialdemokratische Partei Okinawa Shakai Taishūtō parteilos In Mehrmandatswahlkreisen von links nach rechts mit absteigender Stimmenzahl | Parteizugehörigkeit der Wahlsieger (Stand: Wahltag): Liberaldemokratische Partei Kōmeitō Demokratische Partei Minna no Tō Nippon Ishin no Kai Kommunistische Partei Japans Sozialdemokratische Partei Okinawa Shakai Taishūtō parteilos In Mehrmandatswahlkreisen von links nach rechts mit absteigender Stimmenzahl | Parteizugehörigkeit der Wahlsieger (Stand: Wahltag): Liberaldemokratische Partei Kōmeitō Demokratische Partei Minna no Tō Nippon Ishin no Kai Kommunistische Partei Japans Sozialdemokratische Partei Okinawa Shakai Taishūtō parteilos In Mehrmandatswahlkreisen von links nach rechts mit absteigender Stimmenzahl | Parteizugehörigkeit der Wahlsieger (Stand: Wahltag): Liberaldemokratische Partei Kōmeitō Demokratische Partei Minna no Tō Nippon Ishin no Kai Kommunistische Partei Japans Sozialdemokratische Partei Okinawa Shakai Taishūtō parteilos In Mehrmandatswahlkreisen von links nach rechts mit absteigender Stimmenzahl | Parteizugehörigkeit der Wahlsieger (Stand: Wahltag): Liberaldemokratische Partei Kōmeitō Demokratische Partei Minna no Tō Nippon Ishin no Kai Kommunistische Partei Japans Sozialdemokratische Partei Okinawa Shakai Taishūtō parteilos In Mehrmandatswahlkreisen von links nach rechts mit absteigender Stimmenzahl | Akita                                              | Iwate                                              |                                                    |
| Parteizugehörigkeit der Wahlsieger (Stand: Wahltag): Liberaldemokratische Partei Kōmeitō Demokratische Partei Minna no Tō Nippon Ishin no Kai Kommunistische Partei Japans Sozialdemokratische Partei Okinawa Shakai Taishūtō parteilos In Mehrmandatswahlkreisen von links nach rechts mit absteigender Stimmenzahl | Parteizugehörigkeit der Wahlsieger (Stand: Wahltag): Liberaldemokratische Partei Kōmeitō Demokratische Partei Minna no Tō Nippon Ishin no Kai Kommunistische Partei Japans Sozialdemokratische Partei Okinawa Shakai Taishūtō parteilos In Mehrmandatswahlkreisen von links nach rechts mit absteigender Stimmenzahl | Parteizugehörigkeit der Wahlsieger (Stand: Wahltag): Liberaldemokratische Partei Kōmeitō Demokratische Partei Minna no Tō Nippon Ishin no Kai Kommunistische Partei Japans Sozialdemokratische Partei Okinawa Shakai Taishūtō parteilos In Mehrmandatswahlkreisen von links nach rechts mit absteigender Stimmenzahl | Parteizugehörigkeit der Wahlsieger (Stand: Wahltag): Liberaldemokratische Partei Kōmeitō Demokratische Partei Minna no Tō Nippon Ishin no Kai Kommunistische Partei Japans Sozialdemokratische Partei Okinawa Shakai Taishūtō parteilos In Mehrmandatswahlkreisen von links nach rechts mit absteigender Stimmenzahl | Parteizugehörigkeit der Wahlsieger (Stand: Wahltag): Liberaldemokratische Partei Kōmeitō Demokratische Partei Minna no Tō Nippon Ishin no Kai Kommunistische Partei Japans Sozialdemokratische Partei Okinawa Shakai Taishūtō parteilos In Mehrmandatswahlkreisen von links nach rechts mit absteigender Stimmenzahl | Parteizugehörigkeit der Wahlsieger (Stand: Wahltag): Liberaldemokratische Partei Kōmeitō Demokratische Partei Minna no Tō Nippon Ishin no Kai Kommunistische Partei Japans Sozialdemokratische Partei Okinawa Shakai Taishūtō parteilos In Mehrmandatswahlkreisen von links nach rechts mit absteigender Stimmenzahl | Parteizugehörigkeit der Wahlsieger (Stand: Wahltag): Liberaldemokratische Partei Kōmeitō Demokratische Partei Minna no Tō Nippon Ishin no Kai Kommunistische Partei Japans Sozialdemokratische Partei Okinawa Shakai Taishūtō parteilos In Mehrmandatswahlkreisen von links nach rechts mit absteigender Stimmenzahl | Parteizugehörigkeit der Wahlsieger (Stand: Wahltag): Liberaldemokratische Partei Kōmeitō Demokratische Partei Minna no Tō Nippon Ishin no Kai Kommunistische Partei Japans Sozialdemokratische Partei Okinawa Shakai Taishūtō parteilos In Mehrmandatswahlkreisen von links nach rechts mit absteigender Stimmenzahl | Niigata                                            | Yamagata                                           | Miyagi                                             |
| | | | | | | | Ishikawa | Toyama                                             | Tochigi                                            | Fukushima (−1)                                     |
| | | | | | | Fukui | Nagano | Gunma                                              | Saitama                                            | Ibaraki                                            |
| | | Shimane | Tottori | Hyōgo | Kyōto | Shiga | Gifu (−1) | Yamanashi                                          | Tokio                                              | Chiba                                              |
| | | Yamaguchi | Hiroshima | Okayama | Osaka (+1) | Nara | Aichi | Shizuoka                                           | Kanagawa (+1)                                      |                                                    |
| Saga | Fukuoka | | | | | Wakayama | Mie |                                                    |                                                    |                                                    |
| Nagasaki | Kumamoto | Ōita | | Ehime | Kagawa | Landesweite Verhältniswahl (48 Sitze) 18 7 6 5 4 1 | Landesweite Verhältniswahl (48 Sitze) 18 7 6 5 4 1 | Landesweite Verhältniswahl (48 Sitze) 18 7 6 5 4 1 | Landesweite Verhältniswahl (48 Sitze) 18 7 6 5 4 1 | Landesweite Verhältniswahl (48 Sitze) 18 7 6 5 4 1 |
| | Kagoshima | Miyazaki | | Kōchi | Tokushima | Landesweite Verhältniswahl (48 Sitze) 18 7 6 5 4 1 | Landesweite Verhältniswahl (48 Sitze) 18 7 6 5 4 1 | Landesweite Verhältniswahl (48 Sitze) 18 7 6 5 4 1 | Landesweite Verhältniswahl (48 Sitze) 18 7 6 5 4 1 | Landesweite Verhältniswahl (48 Sitze) 18 7 6 5 4 1 |
| Okinawa | | | | | | Landesweite Verhältniswahl (48 Sitze) 18 7 6 5 4 1 | Landesweite Verhältniswahl (48 Sitze) 18 7 6 5 4 1 | Landesweite Verhältniswahl (48 Sitze) 18 7 6 5 4 1 | Landesweite Verhältniswahl (48 Sitze) 18 7 6 5 4 1 | Landesweite Verhältniswahl (48 Sitze) 18 7 6 5 4 1 |

### Verhältniswahl
Bei der Verhältniswahl fiel die Demokratische Partei auf den dritten Rang hinter die Kōmeitō zurück. Die Kandidaten mit den meisten Präferenzstimmen waren:
| Partei                                              | LDP             | LDP            | Kōmeitō          | Kōmeitō       | DP               | DP            | Ishin          | Ishin         | KPJ               | KPJ           | Minna              | Minna         |
| --------------------------------------------------- | --------------- | -------------- | ---------------- | ------------- | ---------------- | ------------- | -------------- | ------------- | ----------------- | ------------- | ------------------ | ------------- |
| Stimmen gesamt                                      | 18.460.335,204  | 18.460.335,204 | 7.568.080,149    | 7.568.080,149 | 7.134.215,038    | 7.134.215,038 | 6.355.299,503  | 6.355.299,503 | 5.154.055,457     | 5.154.055,457 | 4.755.160,805      | 4.755.160,805 |
| Parteistimmen                                       | 14.080.143,000  | 14.080.143,000 | 3.333.142,000    | 3.333.142,000 | 4.827.158,000    | 4.827.158,000 | 5.191.563,306  | 5.191.563,306 | 4.947.765,696     | 4.947.765,696 | 4.221.422,000      | 4.221.422,000 |
| Kandidatenstimmen                                   | 4.380.192,204   | 4.380.192,204  | 4.234.940,149    | 4.234.940,149 | 2.307.057,038    | 2.307.057,038 | 1.163.736,197  | 1.163.736,197 | 506.289,764       | 506.289,764   | 533.738,805        | 533.738,805   |
| Mandate                                             | 18              | 18             | 7                | 7             | 7                | 7             | 6              | 6             | 5                 | 5             | 4                  | 4             |
| Gewählte Kandidaten mit den meisten Stimmen (Top 3) | Yoshifumi Tsuge | 429.002,906    | Kanae Yamamoto   | 996.959,690   | Tetsuji Isozaki  | 271.553,000   | Antonio Inoki  | 356.605,000   | Akira Koike       | 134.325,222   | Ryūhei Kawada      | 117.389,000   |
| Gewählte Kandidaten mit den meisten Stimmen (Top 3) | Toshio Yamada   | 338.485,641    | Daisaku Hiraki   | 770.682,000   | Yoshifumi Hamano | 235.917,899   | Kyōko Nakayama | 306.341,000   | Yoshiki Yamashita | 129.149,000   | Kazuyuki Yamaguchi | 75.000,000    |
| Gewählte Kandidaten mit den meisten Stimmen (Top 3) | Masahisa Satō   | 326.541,343    | Yoshihiro Kawano | 703.637,000   | Kumiko Aihara    | 235.636,000   | Mitsuo Zama    | 40.484,066    | Tomoko Kami       | 68.729,911    | Michitarō Watanabe | 50.253,413    |

| Partei                                   | SDP              | SDP           | Seikatsu      | Seikatsu    | Daichi       | Daichi      | Greens       | Greens      | Midori         | Midori      | Kōfuku       | Kōfuku      |
| ---------------------------------------- | ---------------- | ------------- | ------------- | ----------- | ------------ | ----------- | ------------ | ----------- | -------------- | ----------- | ------------ | ----------- |
| Stimmen gesamt                           | 1.255.235,000    | 1.255.235,000 | 943.836,577   | 943.836,577 | 523.146,445  | 523.146,445 | 457.862,077  | 457.862,077 | 430.673,879    | 430.673,879 | 191.643,622  | 191.643,622 |
| Parteistimmen                            | 938.227,000      | 938.227,000   | 723.987,000   | 723.987,000 | 398.848,000  | 398.848,000 | 242.460,295  | 242.460,295 | 319.700,769    | 319.700,769 | 153.296,000  | 153.296,000 |
| Kandidatenstimmen                        | 317.008,000      | 317.008,000   | 219.849,577   | 219.849,577 | 124.298,445  | 124.298,445 | 215.401,782  | 215.401,782 | 111.042,110    | 111.042,110 | 38.347,622   | 38.347,622  |
| Mandate                                  | 1                | 1             | 0             | 0           | 0            | 0           | 0            | 0           | 0              | 0           | 0            | 0           |
| Gewählt                                  | Seiji Mataichi   | 156.155,000   | –             | –           | –            | –           | –            | –           | –              | –           | –            | –           |
| Bestplatzierter nicht gewählter Kandidat | Hiroji Yamashiro | 112.641,000   | Kenji Yamaoka | 56.372,620  | Muneo Suzuki | 62.902,333  | Yōhei Miyake | 176.970,480 | Kuniko Tanioka | 51.367,000  | Hisshō Yanai | 17.010,000  |

## Verfassungsmäßigkeit
Die Außenstelle Okayama des Obergerichts Hiroshima befand die mangelnde Gleichheit der Wahl im November 2013 für verfassungswidrig und erklärte die Wahl im Präfekturwahlkreis Okayama in einer für Sangiin-Wahlen erstmaligen Entscheidung auch für ungültig. Vergleichbare Beschwerden wurden für alle 47 Präfekturwahlkreise eingebracht. Aber letztlich befand der Oberste Gerichtshof, dass die Wahl „in einem verfassungswidrigen Zustand“, aber gültig war (違憲状態 iken jōtai, eine juristisch schwächere Formulierung als direkt „verfassungswidrig“, 違憲 iken; sowohl „verfassungswidrige“ Wahlen wie Wahlen „in einem verfassungswidrigen Zustand“ wurden bisher immer für gültig erklärt und die Wahlkreiseinteilung nachträglich erst für zukünftige Wahlen korrigiert). 2015 wurde zur Korrektur ein Reapportionment zwischen zwölf Präfekturen beschlossen.